# Cattedrale di San Sansone
La cattedrale di San Sansone (in russo Сампсониевский собор?) di San Pietroburgo è uno degli edifici religiosi più antichi della città. È situata nel rione Vyborgskij nella periferia nord di San Pietroburgo e dà il nome alla Sampsonievskij Prospèkt, la principale arteria del rione di Vyborg. Si dice che la cattedrale sia il luogo dove Caterina II di Russia sposò in segreto Grigory Potemkin nel 1774.

## Storia
La cattedrale sorge su una preesistente chiesa in legno costruita nel 1710 in onore a San Sansone ospitaliere. Fu nel giorno di festa dedicato a questo santo che Pietro il Grande sconfisse Carlo XII di Svezia nella battaglia di Poltava. L'odierna cattedrale venne edificata sotto il regno di Anna I di Russia su disegno dell'architetto svizzero-italiano Pietro Antonio Trezzini. Fu consacrata nel 1740. La costruzione del campanile è successiva. La chiesa originale aveva una sola cupola; le quattro cupole sussidiarie furono aggiunte nel 1761.
La cattedrale è stata ampiamente rinnovata e restaturata in occasione del duecentesimo anniversario della vittoria di Poltava. Fu in questo periodo che la chiesa venne elevata al rango di cattedrale. La parrocchia venne sciolta dai sovietici negli anni trenta del novecento, e l'edificio fu convertito in magazzino. Venne restaurata alla fine degli anni settanta e riaperta come museo nel 2000.
Le tombe che circondano l'edificio facevano parte dell'antico cimitero della città. Alcuni dei primi architetti stranieri giunti a San Pietroburgo e che aiutarono Pietro il Grande a edificare la città, inclusi Jean-Baptiste Alexandre Le Blond e Domenico Trezzini, sono qui sepolti. La tomba di Artemy Volynsky e Pyotr Yeropkin (entrambi giustiziati esattamente 31 anni dopo la battaglia di Poltava) è opera di Alexander Opekushin (1885). La statua di Pietro il Grande di fronte alla cattedrale è opera di Mark Antokolsky. Il regime sovietico la tolse dalla sua collocazione, ma essa venne restaurata nel 2003 e rimessa al suo posto in occasione del trecentesimo anniversario della vittoria di Poltava.